# Wolfgang Gmachl
Wolfgang Gmachl (* 15. Juni 1943 in Wien; † 21. Juli 2023 in Elsbethen) war ein österreichischer Politiker (ÖVP), Direktor der Wirtschaftskammer Salzburg und Abgeordneter zum Salzburger Landtag.

## Leben
Nach der Volksschule in Nußdorf am Haunsberg besuchte Gmachl das erzbischöfliche Gymnasium Borromäum in Salzburg, wo er 1962 maturierte. Anschließend trat er zum Studium der Rechtswissenschaften in die Universität Wien ein. 1969 promovierte er zum Doktor der Rechtswissenschaften und war anschließend als Rechtspraktikant am Landesgericht Salzburg tätig. Am 1. März 1970 begann er seine Arbeit im Wirtschaftsbund.
Am 1. Jänner 1973 wurde Gmachl in den Dienst der Wirtschaftskammer Salzburg aufgenommen, gleichzeitig aber gegen Refundierung der Bezüge als Rechts- und Organisationsreferent für die Landesgruppe Salzburg des Österreichischen Wirtschaftsbundes freigestellt.
1973 gründete Gmachl gemeinsam mit Erhard Busek den Management-Club Salzburg, dessen Vorsitzender er bis 1992 war. Von 1978 bis 1988 war Gmachl Direktor des Wirtschaftsbundes, Landesgruppe Salzburg. Von 1974 bis Ende 1991 gehörte er als Abgeordneter dem Salzburger Landtag an, wo er sich besonders für die Interessen der gewerblichen Wirtschaft einsetzte. Am 1. August 1988 wurde Gmachl vom Vorstand der Wirtschaftskammer Salzburg zum Kammerdirektor bestellt.
Wolfgang Gmachl setzte sich für die Interessen der Studenten der FH Salzburg ein und stellte sich auch für Aktionen in der Öffentlichkeit zur Verfügung.

## Schwerpunkte
Die Leistungen der Wirtschaftskammer zu verbessern, war ein Anliegen des Kammerdirektors. Er baute die von seinen Vorgängern erreichte Position als „Vorzeige-Wirtschaftskammer“ aus und setzte neue Schwerpunkte, wie etwa das starke Engagement der Interessenvertretung für die Bildung.
Gmachls Engagement galt dem Bildungsangebot der Wirtschaftskammer Salzburg. Durch einen Ausbau wurde die Wirtschaftskammer Salzburg zu einem der größten Bildungsträger im Bundesland Salzburg („Wirtschaftskammer-Bildung“). Dem Weiterbildungsboom entsprechend wurde 1992 das Wirtschaftsförderungsinstitut erweitert. Mit dem „Informationszentrum der Wirtschaft (IZW)“ und der AHA!-Bildungsberatung beschritt die Wirtschaftskammer Anfang der 90er-Jahre über Initiative Gmachls neue Wege in der Information über Lehrlings- und Berufsausbildung bzw. der Berufsinformation.

## Bildung
Unter seiner Führung wurden Ausbauschritte im Bereich der Tourismusschulen Salzburg gesetzt. So wurden seit 1988 die Tourismusschulen Salzburg in Kleßheim und Bad Hofgastein ausgebaut. 1994 wurde das Schulhotel Bad Hofgastein, das Grand Park Hotel, zum 5-Sterne-Haus umgebaut und erweitert. Besonderes Augenmerk widmet Gmachl auch dem Fachhochschulsektor. Mit der im August 2005 stattfindenden Übersiedlung der FH-Studiengänge (mit Ausnahme jener aus Kuchl) in die neue Campus-FH in Salzburg-Urstein legte Gmachl den Grundstein für einen Bildungsstandort im Bundesland Salzburg.
In Salzburg-Urstein wurde im August 2005 die Akademie Schloss Urstein Privatstiftung angesiedelt, Gmachl war bis 2008 Vorstandsmitglied im Stiftungsbeirat.
Wolfgang Gmachl war von 1999 bis 2008 Aufsichtsratsvorsitzender des Salzburger Messezentrums und wirkte auch als Eigentümervertreter des Dritteleigentümers Wirtschaftskammer beim Ausbau des Salzburger Messewesens mit. In der Sozialversicherungsanstalt der gewerblichen Wirtschaft für Salzburg war Wolfgang Gmachl von 1994 bis 1999 Vorsitzender des Landesstellenausschusses.
Gmachl engagierte sich bei den Bemühungen Salzburgs als Austragungsort Olympischer Spiele 2006 und 2010 und war Aufsichtsrat der Bewerbungsgesellschaft für 2014.
Er war Vorsitzender des Kuratoriums des Steinbeis Transfer Institut Business & Engineering der Steinbeis-Hochschule Berlin mit Sitz im Schloß Urstein. Das Kuratorium unterstützt das Transfer Institut hinsichtlich der Innovationskraft, Programmoptimierung, Qualitätssicherung, Kooperationen und dem Außenauftritt.